# Diocesi di Elo (Spagna)
La diocesi di Elo (in latino: Dioecesis Elotonensis) è una sede soppressa e sede titolare della Chiesa cattolica.

## Storia
Elo, corrispondente alla città di Montealegre del Castillo nella regione di Castiglia-La Mancia, fu sede di un'antica diocesi della Spagna, suffraganea dell'arcidiocesi di Toledo. Attorno alla metà del VII secolo la diocesi fu probabilmente unita a quella di Illici: infatti il vescovo Ubinibal si firma nei concili di Toledo del 646 e del 656 come vescovo di Elo e Illici; il suo successore Leandro appone la medesima firma nel concilio del 675, mentre in quello del 684 appare solo la firma come vescovo di Illici.
Dal 1968 Elo è annoverata tra le sedi vescovili titolari della Chiesa cattolica; dal 31 luglio 2004 l'arcivescovo, titolo personale, titolare è Andrés Carrascosa Coso, nunzio apostolico in Ecuador.

## Cronotassi

### Vescovi
- Sanable † (menzionato nel 610)
- Ubinibal † (prima del 646 - dopo il 656)
- Leandro † (menzionato nel 675)

### Vescovi titolari
- Miguel Irizar Campos, C.P. † (25 marzo 1972 - 6 agosto 1989 nominato vescovo coadiutore di Callao)[1]
- Joaquín Carmelo Borobia Isasa † (19 aprile 1990 - 24 maggio 1996 nominato vescovo di Tarazona)
- Manuel Gerardo Donoso Donoso, SS.CC. (28 giugno 1996 - 16 aprile 1997 nominato arcivescovo di La Serena)
- Luis Armando Collazuol (31 dicembre 1997 - 21 luglio 2004 nominato vescovo di Concordia)
- Andrés Carrascosa Coso, dal 31 luglio 2004